# Campiglossa duplex
Campiglossa duplex är en tvåvingeart som först beskrevs av Becker 1908.  Campiglossa duplex ingår i släktet Campiglossa och familjen borrflugor.
Artens utbredningsområde är Kanarieöarna. Inga underarter finns listade.